# Héliange menu
Heliangelus micraster
Espèce
Statut de conservation UICN

 LC  : Préoccupation mineure
Statut CITES
L'Héliange menu ou héliange petite (Heliangelus micraster) est une espèce de colibris de la sous-famille des Lesbiinae et de la tribu des Lesbiini.

## Distribution
L'Héliange menu est présent au Pérou et en Équateur.

Carte de répartition de l'espèce

## Référence
(en) « Neotropical Birds Online », Cornell Lab of Ornithology, 5 septembre 2011